# L'Aigle d'or
Pour les articles homonymes, voir Aigle d'or.
L'Aigle d'or est un jeu vidéo créé et développé par Louis-Marie Rocques. Ce jeu d'action-aventure fut commercialisé par Loriciels en 1984 sur Oric, puis sur MO5 en 1985 et la même année sur Amstrad CPC adapté par Vincent Grenet et Monique Wender . Il gagna le Tilt d'or du meilleur jeu d'aventure en 1984,. 
A ne pas confondre avec sa suite L'Aigle d'or, le retour, qui a pour nom Golden Eagle, en langue anglaise.

## Système de jeu
Le joueur dirige son personnage à travers les couloirs du château de l'Aigle d'or et peut acheter torches, cordes et autres accessoires pour échapper aux divers pièges. Le développeur s’est inspiré dans le développement de son jeu de plusieurs univers : Donjons & Dragons, Indiana Jones et les aventuriers de l’Arche perdue. Le jeu innove visuellement en proposant pour la première fois de jouer en 3D.

## Portages
D'abord développé pour l'Oric 1, il fut adapté pour plusieurs autres plates-formes.
La version pour MO5 a introduit les fantômes et le crucifix, absents de la version originale sur Oric. La version pour Amstrad CPC est perçue par beaucoup comme un remake remodelé davantage qu’une nouvelle conversion du produit originel.